# 全国地域サッカーチャンピオンズリーグ2019
全国地域サッカーチャンピオンズリーグ2019（ぜんこくちいきサッカーチャンピオンズリーグ2019）は、2019年11月8日から11月24日まで、秋田県、石川県、高知県及び福島県で行われた43回目の全国地域サッカーチャンピオンズリーグである。

## 概要
2019年6月12日に日本サッカー協会 (JFA) から大会要項が発表された。基本的に前年変更されたレギュレーションを踏襲している。
決勝ラウンドの舞台については、JFAの年間事業計画の時点では未定だったが、3年連続で使用されたゼットエーオリプリスタジアム（千葉県市原市）ではなく、2019年4月に全面供用を再開したJヴィレッジ内にあるJヴィレッジスタジアム（福島県双葉郡広野町）が使用されることになった。

## 会場
1次ラウンド
| 組 | 試合会場名                     | 所在地         | 画像 |
| -- | ------------------------------ | -------------- | ---- |
| A  | 金沢市民サッカー場             | 石川県金沢市   |      |
| B  | 仁賀保グリーンフィールド       | 秋田県にかほ市 |      |
| C  | 高知県立春野総合運動公園球技場 | 高知県高知市   |      |

決勝ラウンド
| 試合会場名            | 所在地             | 画像 |
| --------------------- | ------------------ | ---- |
| Jヴィレッジスタジアム | 福島県双葉郡広野町 |      |

## 出場チーム
JFAの発表した大会要項 に基づく。
1. 2019年度各地域リーグ優勝チーム (9チーム)
  - 北海道：北海道十勝スカイアース
  - 東北1部：いわきFC
  - 関東1部：VONDS市原FC
  - 北信越1部：福井ユナイテッドFC
  - 東海1部：FC刈谷
  - 関西1部：おこしやす京都AC
  - 中国：SRC広島
  - 四国：高知ユナイテッドSC
  - 九州：沖縄SV
2. 第55回全国社会人サッカー選手権大会出場チームより最大3チーム（JFL入会を希望し、ベスト4以上かつ地域最上位リーグ2位もしくは3位に入賞している上位3チーム）
  - 優勝：FC TIAMO枚方（関西1部2位）
    - 2位のおこしやす京都AC（関西1部1位）、3位のいわきFC（東北1部1位）は出場権獲得済み。4位の横浜猛蹴は関東1部10位のため出場条件を満たさず。
3. 1.および2.の条件で12チームに満たない場合は各地域リーグで2位となったJリーグ百年構想クラブを補充する（複数存在する場合はJリーグ百年構想クラブに承認された順序が早いクラブを優先する。また、この要件での出場権獲得は各クラブ1回限りとする）。
  - 該当なし（大会要項発表時点で唯一地域リーグ所属でJリーグ百年構想クラブに認定されている栃木シティFCは関東リーグ1部で3位に終わったため）
4. 1.から3.の条件で12チームに満たない場合は、地域リーグ2位チームの中で、JFLへ入会を希望するチームを「2010年6月末の全国社会人サッカー連盟加盟登録チームの多い順番（関東→関西→九州→東海→北海道→中国→北信越→東北→四国）」で巡回し輪番により補充する（いわゆる「輪番枠」。2019年度は東北→四国→関東の順）。「2020年は2019年に出場した地域の次から」と明言されており、2018年度に「輪番枠」を行使しなかった北海道・中国に対する救済措置は行われない。
  - 東北1部2位：ブランデュー弘前FC
  - 四国2位：FC徳島

## 試合方式
JFAの発表した大会要項 に基づく。
- 1次ラウンドは出場12チームを4チームずつ3グループに分け、1回戦総当たりリーグ戦を戦う。各グループ1位の3チームと、各グループ2位のうち成績最上位チームの計4チームが決勝ラウンドに進出する。決勝ラウンドも4チームが1回戦総当たりリーグ戦を戦う。
  - グループ分けについては前年と同様で、2019年10月19日に日本サッカー協会ビルにて以下の方法で行われ、関西サッカーリーグYouTube公式チャンネルで配信された[2]。なお、例年各チームの代表者が抽選に臨んでいるが、中国地域代表は抽選日の時点で代表が決まっていなかった[注釈 1]ため、中国社会人サッカーリーグの事務局が代理で抽選に臨んだ。
    1. 各地域リーグ優勝チームのうち1次ラウンド会場を含む地域である3チーム（仁賀保：いわき、金沢市民：福井、春野：高知U。便宜上「第1グループ」と表現する）、これ以外の各地域リーグ優勝チーム6チーム（同「第2グループ」）、全社上位ならびに輪番枠で出場する3チーム（枚方、弘前、FC徳島。同「第3グループ」）を振り分ける。これにより、「第1グループ」と「第3グループ」の各チームは同一のグループにならないことがあらかじめ決まっている。
    2. グループ名（A・B・C）を記したボールを1つずつ入れた「ポット1」「ポット3」と2つずつ入れた「ポット2」、グループごとのポジション番号（A-1 - C-4）を記したボールを入れた3種類の「ポットA・B・C」、1から4の番号の書かれた「抽選箱」を用意する。
    3. まず「抽選箱」を3回抽選し、グループごとの決勝ラウンドのポジションを決定する。残ったポジションはワイルドカード（1次ラウンド2位最上位）の枠となる。
    4. 次に、第1グループの3チームが「ポット1」を抽選し、これに対応した「ポットA・B・C」を抽選して、1次ラウンド会場とグループを紐付けると共に、各チームのポジションを決定する。
    5. 続いて、第2グループの6チームが「ポット2」と、これに対応した「ポットA・B・C」を抽選して、各チームのポジションを決定する。
    6. 最後に、第3グループの3チームが「ポット3」を抽選し、各チームのポジションを決定する。この場合、同一地域リーグのチームと同じグループになる可能性については考慮されない。
- 試合は45分ハーフで延長戦・PK戦は行わない。
- 1次ラウンド・決勝ラウンドとも、試合ごとに勝ち点（90分での勝利=3、引き分け=1、90分での敗戦=0）を与え、3試合での累計勝ち点により順位を決定する。同勝ち点の場合は得失点差→総得点数→当該チーム間の対戦成績（各グループ2位の最上位を決める場合には比較対象としない）→反則ポイントで優劣を定め、それでも差がつかない場合は抽選とする。

## 試合スケジュール

### 1次ラウンド

#### Aグループ
| 番 | チーム             | 点 | 試 | 勝 | 分 | 敗 | 得 | 失 | 差  |
| -- | ------------------ | -- | -- | -- | -- | -- | -- | -- | --- |
| A2 | 福井ユナイテッドFC | 7  | 3  | 2  | 1  | 0  | 11 | 1  | +10 |
| A4 | 沖縄SV             | 6  | 3  | 2  | 0  | 1  | 4  | 7  | -3  |
| A1 | FC刈谷             | 4  | 3  | 1  | 1  | 1  | 5  | 3  | +2  |
| A3 | FC徳島             | 0  | 3  | 0  | 0  | 3  | 3  | 12 | -9  |

| #1 | 2019年11月8日 10:45 |

| FC刈谷 | 0 - 0          | 福井ユナイテッドFC |
|        | 公式記録 (PDF) |                    |

| 金沢市民サッカー場 観客数: 316人 主審: 荒上修人 |

| #2 | 2019年11月8日 13:30 |

| FC徳島        | 1 - 2          | 沖縄SV                             |
| 松本圭介 72分 | 公式記録 (PDF) | 髙原直泰 47分 · 山内達朗 74分 (PK) |

| 金沢市民サッカー場 観客数: 190人 主審: 小野裕太 |

| #7 | 2019年11月9日 10:45 |

| FC刈谷                                                                     | 5 - 2          | FC徳島                       |
| 中野裕太 16分 (PK), 45分 (PK) · 佐藤悠希 45+1分, 50分 (PK) · 中野翔太 89分 | 公式記録 (PDF) | 秋月駿作 8分 · 奥村南斗 74分 |

| 金沢市民サッカー場 観客数: 201人 主審: 若宮健治 |

| #8 | 2019年11月9日 13:30 |

| 福井ユナイテッドFC                                                                             | 6 - 1          | 沖縄SV        |
| 金村賢志郎 11分, 45+1分 · 山田雄太 22分 · 蔵田岬平 36分 · 石塚功志 86分 (PK) · 御宿貴之 90+3分 | 公式記録 (PDF) | 安藝正俊 17分 |

| 金沢市民サッカー場 観客数: 549人 主審: 塚原健 |

| #13 | 2019年11月10日 10:45 |

| FC刈谷 | 0 - 1          | 沖縄SV        |
|        | 公式記録 (PDF) | 安藝正俊 73分 |

| 金沢市民サッカー場 観客数: 324人 主審: 若宮健治 |

| #14 | 2019年11月10日 13:30 |

| 福井ユナイテッドFC                                          | 5 - 0          | FC徳島 |
| 山田雄太 19分, 24分, 58分 · 金村賢志郎 55分 · 御宿貴之 60分 | 公式記録 (PDF) |        |

| 金沢市民サッカー場 観客数: 374人 主審: 小野裕太 |

#### Bグループ
| 番 | チーム                 | 点 | 試 | 勝 | 分 | 敗 | 得 | 失 | 差 |
| -- | ---------------------- | -- | -- | -- | -- | -- | -- | -- | -- |
| B3 | いわきFC               | 7  | 3  | 2  | 1  | 0  | 7  | 3  | +4 |
| B2 | FC TIAMO枚方           | 6  | 3  | 2  | 0  | 1  | 5  | 5  | 0  |
| B1 | VONDS市原FC            | 4  | 3  | 1  | 1  | 1  | 2  | 1  | +1 |
| B4 | 北海道十勝スカイアース | 0  | 3  | 0  | 0  | 3  | 2  | 7  | -5 |

| #3 | 2019年11月8日 10:45 |

| VONDS市原FC | 0 - 1          | FC TIAMO枚方  |
|             | 公式記録 (PDF) | 木田直樹 33分 |

| 仁賀保グリーンフィールド 観客数: 225人 主審: 原田大輔 |

| #4 | 2019年11月8日 13:30 |

| いわきFC                                                  | 3 - 1          | 北海道十勝スカイアース |
| バスケス・バイロン 12分 · 平岡将豪 27分 · 吉田知樹 90+3分 | 公式記録 (PDF) | 松尾雄斗 70分          |

| 仁賀保グリーンフィールド 観客数: 197人 主審: 友政利貴 |

| #9 | 2019年11月9日 10:45 |

| VONDS市原FC | 0 - 0          | いわきFC |
|             | 公式記録 (PDF) |          |

| 仁賀保グリーンフィールド 観客数: 408人 主審: 舟橋崇正 |

| #10 | 2019年11月9日 13:30 |

| FC TIAMO枚方                    | 2 - 1          | 北海道十勝スカイアース |
| 野沢拓也 50分 · 木田直樹 90+3分 | 公式記録 (PDF) | 松尾雄斗 38分          |

| 仁賀保グリーンフィールド 観客数: 218人 主審: 高橋悠 |

| #15 | 2019年11月10日 10:45 |

| VONDS市原FC                 | 2 - 0          | 北海道十勝スカイアース |
| 杉本真 36分 · 棚橋雄介 47分 | 公式記録 (PDF) |                        |

| 仁賀保グリーンフィールド 観客数: 320人 主審: 友政利貴 |

| #16 | 2019年11月10日 13:30 |

| FC TIAMO枚方                       | 2 - 4          | いわきFC                                  |
| 木田直樹 47分 · 野沢拓也 78分 (PK) | 公式記録 (PDF) | 赤星魁麻 20分, 21分 · 平岡将豪 36分, 47分 |

| 仁賀保グリーンフィールド 観客数: 375人 主審: 舟橋崇正 |

#### Cグループ
| 番 | チーム             | 点 | 試 | 勝 | 分 | 敗 | 得 | 失 | 差  |
| -- | ------------------ | -- | -- | -- | -- | -- | -- | -- | --- |
| C2 | おこしやす京都AC   | 9  | 3  | 3  | 0  | 0  | 4  | 0  | +4  |
| C3 | 高知ユナイテッドSC | 6  | 3  | 2  | 0  | 1  | 9  | 3  | +6  |
| C4 | ブランデュー弘前FC | 3  | 3  | 1  | 0  | 2  | 4  | 4  | 0   |
| C1 | SRC広島            | 0  | 3  | 0  | 0  | 3  | 1  | 11 | -10 |

| #5 | 2019年11月8日 10:45 |

| SRC広島 | 0 - 1          | おこしやす京都AC |
|         | 公式記録 (PDF) | 勝又慶典 70分    |

| 高知県立春野総合運動公園球技場 観客数: 100人 主審: 勝部健 |

| #6 | 2019年11月8日 13:30 |

| 高知ユナイテッドSC               | 2 - 1          | ブランデュー弘前FC |
| 前原大樹 62分 · 泉光輝 86分 (PK) | 公式記録 (PDF) | 川﨑達也 75分      |

| 高知県立春野総合運動公園球技場 観客数: 500人 主審: 中村一貴 |

| #11 | 2019年11月9日 10:45 |

| SRC広島 | 0 - 7          | 高知ユナイテッドSC                                                                                          |
|         | 公式記録 (PDF) | 中山和弥 16分 · 山下宏輝 22分 · 田口遼 46分 · 泉光輝 69分 · 新田己裕 80分 · 船川琢之介 85分 · 下堂竜聖 88分 |

| 高知県立春野総合運動公園球技場 観客数: 600人 主審: 安川公規 |

| #12 | 2019年11月9日 13:30 |

| おこしやす京都AC | 1 - 0          | ブランデュー弘前FC |
| 守屋鷹人 47分    | 公式記録 (PDF) |                    |

| 高知県立春野総合運動公園球技場 観客数: 400人 主審: 柳岡拓磨 |

| #17 | 2019年11月10日 10:45 |

| SRC広島   | 1 - 3          | ブランデュー弘前FC                      |
| 林遥 41分 | 公式記録 (PDF) | 28分 (OG) · 高橋佳 57分 · 笠原啓夢 75分 |

| 高知県立春野総合運動公園球技場 観客数: 100人 主審: 中村一貴 |

| #18 | 2019年11月10日 13:30 |

| おこしやす京都AC            | 2 - 0          | 高知ユナイテッドSC |
| 山本大稀 52分 · 青木捷 58分 | 公式記録 (PDF) |                    |

| 高知県立春野総合運動公園球技場 観客数: 800人 主審: 安川公規 |

#### 各グループ2位
| 組 | チーム             | 点 | 試 | 勝 | 分 | 敗 | 得 | 失 | 差 |
| -- | ------------------ | -- | -- | -- | -- | -- | -- | -- | -- |
| C  | 高知ユナイテッドSC | 6  | 3  | 2  | 0  | 1  | 9  | 3  | +6 |
| B  | FC TIAMO枚方       | 6  | 3  | 2  | 0  | 1  | 5  | 5  | 0  |
| A  | 沖縄SV             | 6  | 3  | 2  | 0  | 1  | 4  | 7  | -3 |

### 決勝ラウンド
| 番 | 位   | チーム             | 点 | 試 | 勝 | 分 | 敗 | 得 | 失 | 差 |
| -- | ---- | ------------------ | -- | -- | -- | -- | -- | -- | -- | -- |
| F1 | B1位 | いわきFC           | 7  | 3  | 2  | 1  | 0  | 5  | 1  | +4 |
| F2 | WC   | 高知ユナイテッドSC | 6  | 3  | 2  | 0  | 1  | 6  | 5  | +1 |
| F3 | C1位 | おこしやす京都AC   | 3  | 3  | 1  | 0  | 2  | 3  | 4  | -1 |
| F4 | A1位 | 福井ユナイテッドFC | 1  | 3  | 0  | 1  | 2  | 2  | 6  | -4 |

| #19 | 2019年11月20日 10:45 |

| いわきFC                                      | 3 - 0          | 高知ユナイテッドSC |
| 赤星魁麻 59分, 60分 · バスケス・バイロン 70分 | 公式記録 (PDF) |                    |

| Jヴィレッジスタジアム 観客数: 795人 主審: 宇田川恭弘 |

| #20 | 2019年11月20日 13:30 |

| おこしやす京都AC                | 2 - 0          | 福井ユナイテッドFC |
| イブラヒム 45+1分 · サバン 65分 | 公式記録 (PDF) |                    |

| Jヴィレッジスタジアム 観客数: 357人 主審: 清水拓 |

| #21 | 2019年11月22日 10:45 |

| いわきFC    | 1 - 0          | おこしやす京都AC |
| 日高大 47分 | 公式記録 (PDF) |                  |

| Jヴィレッジスタジアム 観客数: 933人 主審: 宮原一也 |

| #22 | 2019年11月22日 13:30 |

| 高知ユナイテッドSC                  | 3 - 1          | 福井ユナイテッドFC |
| 藤﨑将汰 21分 · 長尾善公 53分, 79分 | 公式記録 (PDF) | 山田雄太 33分      |

| Jヴィレッジスタジアム 観客数: 360人 主審: 村田裕紀 |

| #23 | 2019年11月24日 10:45 |

| いわきFC                | 1 - 1          | 福井ユナイテッドFC |
| バスケス・バイロン 52分 | 公式記録 (PDF) | 中筋誠 28分        |

| Jヴィレッジスタジアム 観客数: 1.349人 主審: 堀善仁 |

| #24 | 2019年11月24日 13:30 |

| 高知ユナイテッドSC                          | 3 - 1          | おこしやす京都AC |
| 西村勇太 19分 · 前原大樹 64分 · 田口遼 87分 | 公式記録 (PDF) | 澤口雅彦 89分    |

| Jヴィレッジスタジアム 観客数: 296人 主審: 手塚優 |

## 最終結果
- 優勝：いわきFC
- 2位：高知ユナイテッドSC
- 3位：おこしやす京都AC
- 4位：福井ユナイテッドFC

上位2チームは12月5日に行われたJFL理事会において、JFLへの入会が承認された。

### 注記
1. ↑  9月22日に開催された2019中国サッカーリーグ最終節の一部試合が台風17号の影響で延期となり、優勝の可能性があった三菱自動車水島FC・SRC広島の代替試合が抽選会翌日の10月20日に開催されたため。